# .gov
. Gov — загальний домен верхнього рівня для урядових організацій США. Організація-спонсор — General Services Administration. URL для реєстраційних сервісів: http://www.dotgov.gov [Архівовано 26 січня 2011 у Wayback Machine.]. WHOIS Server: whois.dotgov.gov.